# Estadio Zirka
El estadio Zirka (en ucraniano: Стадіон «Зірка») es un estadio multiusos ubicado en la ciudad de Kropyvnytskyi, Ucrania. El estadio fue inaugurado en 1934 y posee una capacidad para 13 500 espectadores. El estadio es sede del club local Zirka Kropyvnytskyi.
El estadio fue construido en 1934, y desde entonces ha sido remodelado en 6 oportunidades, la última de ellas entre 2013 y 2014, durante la cual se sustituyó el césped, se instaló un nuevo sistema de iluminación, así como la modernización de la infraestructura de atletismo, lo que le permitió albergar el campeonato de Ucrania de atletismo en 2014 y 2015.
El 17 de noviembre de 2013 uno de los sectores del estadio fue nombrado Yuri Alexandrovich Kasёnkin, en honor al legendario capitán del club Zirka en los años 1970, se colocó una placa conmemorativa en su honor.